# جان ارتور (ورزشکار)
جان آرتور (انگلیسی: John Arthur; ۲۹ اوت ۱۹۲۹ – ۱۹ مهٔ ۲۰۰۵) ورزشکار بوکس اهل آفریقای جنوبی بود.
وی در مسابقات کشوری و بین‌المللی در مجموع برندهٔ ۱ مدال برنز شده‌است.